# Langues à Cuba
La langue officielle à Cuba est l'espagnol, qui est la langue maternelle de 90 % des Cubains.
Il existe également une communauté de 300 000 immigrés haïtiens ou descendants d'immigrés haïtiens parlant le créole haïtien, ce qui en fait la deuxième langue du pays. Une radio diffuse même en cette langue à La Havane. Cette langue est reconnue formellement depuis 1994. 
Le taux d'alphabétisation chez les plus de 15 ans en 2015 y est estimé à 100 % selon l'UNESCO, dont 100 % chez les hommes et 100 % chez les femmes.
L'anglais est une langue courante, vu l'immigration vers les États-Unis, et la diaspora cubaine, et au moins entre 15 % et 20 % de la population sait parler couramment l'anglais, et autant ont des notions de la langue anglaise.

## Sur Internet
|  | 78 |

|  | 19 |

|  | 92 |

|  | 7 |

| Rang | Langue                     |
| ---- | -------------------------- |
| 1    | Espagnol d’Amérique latine |